# منطقه فراغ شرع
منطقهٔ فراغِ شرع یا منطقةُ الفِراغ، نظریه‌ای است در فقه شیعه که از وجود قلمروی فاقد حکم شرعی در دین خبر می‌دهد. بر طبق نظریهٔ منطقة الفراغ، دین به حاکم اسلامی اجازه داده است تا در برخی مسائل اجتماعی، با درنظرگرفتن ضوابطی و با توجه به نیازهای هر زمان، حکم و قانون وضع کند.

## نظریه پردازان
نخستین بار به شکل لغوی، این نظریه را سید محمدباقر صدر در کتاب اقتصادنا مطرح کرده است. اما ریشه‌های این نظریه را می‌توان در دیدگاه‌های فقیهان پیش از صدر، به‌ویژه محمد حسین نائینی دید. از نظر نائینی، در کتاب تنبیه الامة و تنزیه الملة، مسالهٔ احکام شرعی غیرمنصوص را مطرح می‌کند و می‌نویسد که در زمان غیبت وضع این احکام به فقها واگذار شده است.

## در انقلاب مشروطه
در زمان انقلاب مشروطه، بسیاری از اهل شریعت، همچون شیخ فضل الله نوری، ادعا میکردند با وجود قانون شریعت، جایی برای مجلس و قانون گذاری در اسلام باقی نمی‌ماند. اما نائینی با بسط این نظریه، یعنی سعی در ایجاد حوزۀ قانونگذاری در خارج از دایره شریعت برای رفع تعارض میان قانونگذاری مجلس و شریعت، تلاش فراوانی برای دفاع و تثبیت نظری انقلاب مشروطه و همچنین پاسخ به ایرادات مخالفانِ مشروعه خواهِ مشروطه، به ویژه شیخ فضل الله نوری انجام داد.